# Scandix brachycarpa
Scandix brachycarpa är en flockblommig växtart som beskrevs av Pierre Edmond Boissier. Scandix brachycarpa ingår i släktet nålkörvlar, och familjen flockblommiga växter. Inga underarter finns listade i Catalogue of Life.